# Luis Aponte Martínez
Luis Kardinal Aponte Martínez (* 4. August 1922 in Lajas, Puerto Rico; † 10. April 2012 in Hato Rey) war römisch-katholischer Erzbischof von San Juan.

## Leben

Kardinalswappen

Luis Aponte Martínez, Kind aus einer Bauernfamilie mit 18 Geschwistern, studierte am St. Josephs-Seminar in Boston sowie an der Boston University die Fächer Philosophie und Katholische Theologie. Bischof James Edward McManus CSsR spendete ihm am 10. April 1950 in San Germán das Sakrament der Priesterweihe. In den folgenden zehn Jahren arbeitete er als Seelsorger und Diözesansekretär im Bistum Ponce sowie Kaplan der Nationalgarde. Während der 50er Jahre war Superintendent der katholischen Schulen im Bistum Ponce. Er war auch Kanzler der Päpstlichen Katholischen Universität von Puerto Rico.
Am 23. Juli 1960 ernannte ihn Papst Johannes XXIII. zum Titularbischof von Lares und zum Weihbischof in Ponce. Die Bischofsweihe spendete ihm der New Yorker Erzbischof, Francis Kardinal Spellman, am 12. Oktober desselben Jahres; Mitkonsekratoren waren der Erzbischof von San Juan, James Peter Davis, und Bischof Edward John Harper, der Prälat der Jungferninseln. Am 16. April 1963 wurde er zum Koadjutorbischof von Ponce ernannt und trat am 18. November desselben Jahres mit dem Amtsverzicht James Edward McManus’ dessen Nachfolge als Bischof von Ponce an. Die Amtseinführung fand am 22. Februar des folgenden Jahres statt. Bereits am 4. November 1964 wurde er zum Erzbischof von San Juan ernannt. Am 15. Januar des Folgejahres wurde er in das Amt eingeführt.

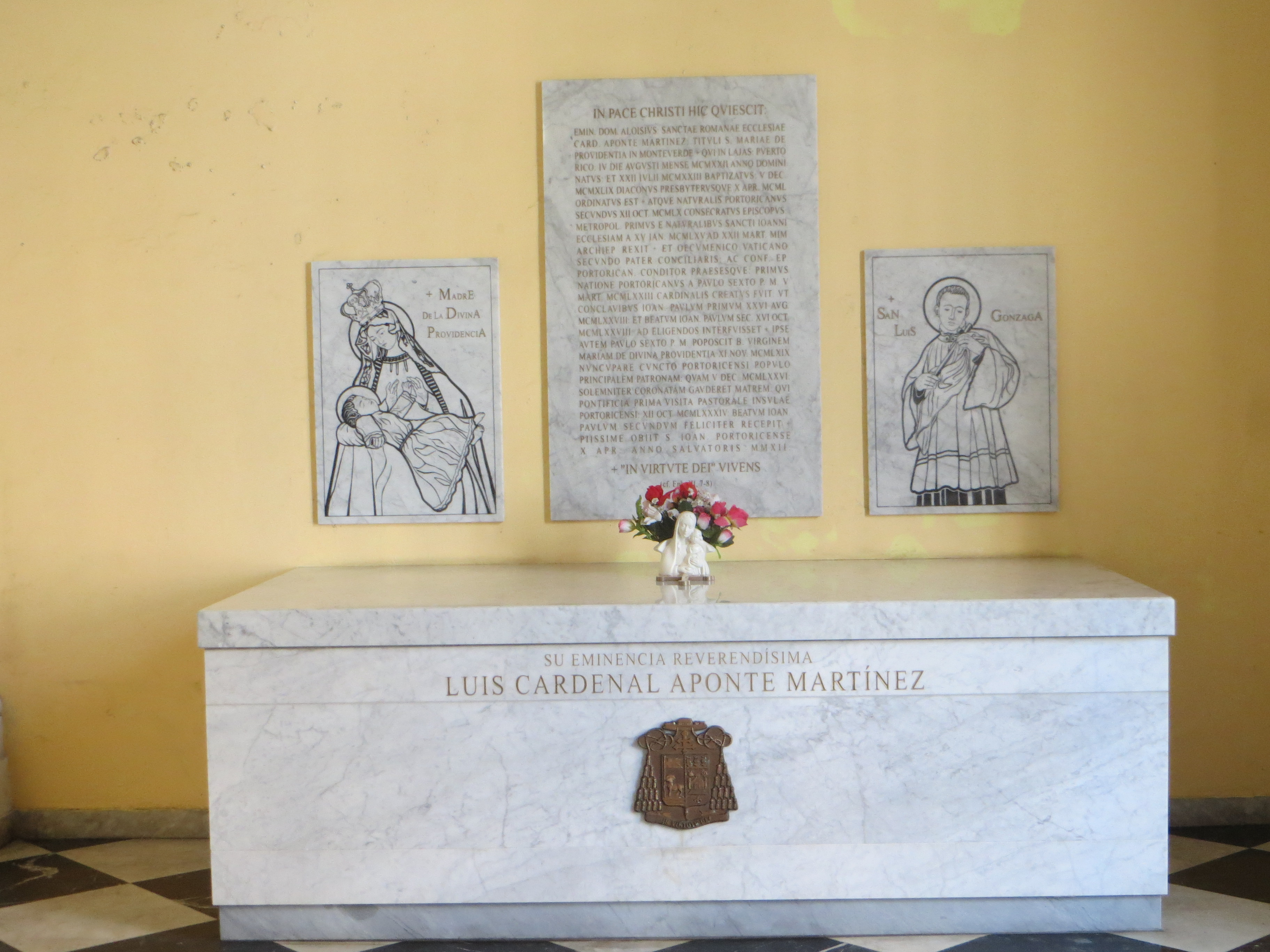
Sarkophag des Kardinals (Kathedrale von San Juan)

Luis Aponte Martínez nahm in den Jahren 1962 bis 1965 am Zweiten Vatikanischen Konzil und im Jahre 1969 an der ersten außerordentlichen Versammlung der Weltsynode der Bischöfe teil. Er war Konzilsvater der ersten, dritten und vierten Sitzungsperiode.
Papst Paul VI. nahm ihn am 5. März 1973 als Kardinalpriester mit der Titelkirche Santa Maria Madre della Provvidenza a Monte Verde in das Kardinalskollegium auf. Er war der einzige puerto-ricanische Kardinal der katholischen Kirche. Er war Vorsitzender des Ausschusses für wirtschaftliche Angelegenheiten des Rates der lateinamerikanischen Bischöfe CELAM. Er war Präsident der Bischofskonferenz von Puerto Rico wie auch der CELAM.
Am 26. März 1999 nahm Papst Johannes Paul II. sein aus Altersgründen vorgebrachtes Rücktrittsgesuch an.
Am Konklave 2005 zur Wahl von Papst Benedikt XVI. nahm er nicht teil, da er das Alter von 80 Jahren bereits überschritten hatte. An den Konklave zur Wahl von Johannes Paul I. (Konklave August 1978) und Johannes Paul II. (Konklave Oktober 1978) war er wahlberechtigt.

## Veröffentlichungen
- Unde Hoc Mihi/Porque a mi? Norma SA Editorial 2006, ISBN 978-958-04-9064-7 (Autobiografie)